# Aechmea flavorosea
Espèce
Classification phylogénétique
Synonymes
- Platyaechmea flavorosea (E.Pereira) L.B.Sm. & W.J.Kress

Aechmea flavorosea est une espèce de plantes de la famille des Bromeliaceae, endémique de la forêt atlantique (mata atlântica en portugais) au Brésil.

## Synonymes
- Platyaechmea flavorosea (E.Pereira) L.B.Sm. & W.J.Kress[1].

## Description
L'espèce est épiphyte.